# Heterallactis euchrysa
Heterallactis euchrysa là một loài bướm đêm thuộc phân họ Arctiinae, họ Erebidae.